# 疏鬆狸藻
疏鬆狸藻（學名：Utricularia laxa）為一種狸藻屬一年生小型至中型的陸生食虫植物。其种加词“laxa”来源于“laxus”，意为“疏松，松散”，指其蔓延杂乱的生长方式。疏松狸藻为南美洲的特有種，存在于阿根廷、巴西、巴拉圭及烏拉圭。疏鬆狸藻陆生于潮湿草地或湖泊沿岸，海拔分布范围为0至1100米。1838年，奥古斯丁·圣-希莱尔與弗雷德里克·吉拉德（Frédéric de Girard）正式描述了疏松狸藻。

## 外部連結
- 食虫植物照片搜寻引擎中疏鬆狸藻的照片 （页面存档备份，存于）

 维基共享资源上的相關多媒體資源：疏鬆狸藻
 維基物種上的相關：疏鬆狸藻